# Чар сіу
Чар сіу (кит.: 叉燒) — кантонський спосіб смаженої свинини. Походить із Гуандуну, його їдять з рисом, використовують як інгредієнт для страв з локшини або картоплі фрі, а також як начинку для часіу баау або булочок з ананасами. Порошок із п'яти спецій є основною спецією, мед або інші підсолоджувачі використовуються як глазур, а характерний червоний колір походить від червоного дріжджового рису, коли його готують традиційно.
Його класифікують як різновид сіу мей (燒味), смажене м'ясо по-кантонськи.

## М'ясні нарізки
Свинячі шматочки, які використовуються для приготування чар-сіу, можуть відрізнятися, але є загальні кілька основних шматочків:
- Свиняча корейка
- Свиняча грудинка — виходить соковита і більш жирна чар-сіу
- Свинячий окраєць (лопатка) — дає більш пісний чар-сіу
- Свинячий жир
- Кінець свинячої шиї — дуже мармуровий (jyu geng yuk)

## Культурні варіації

### Кантонська кухня

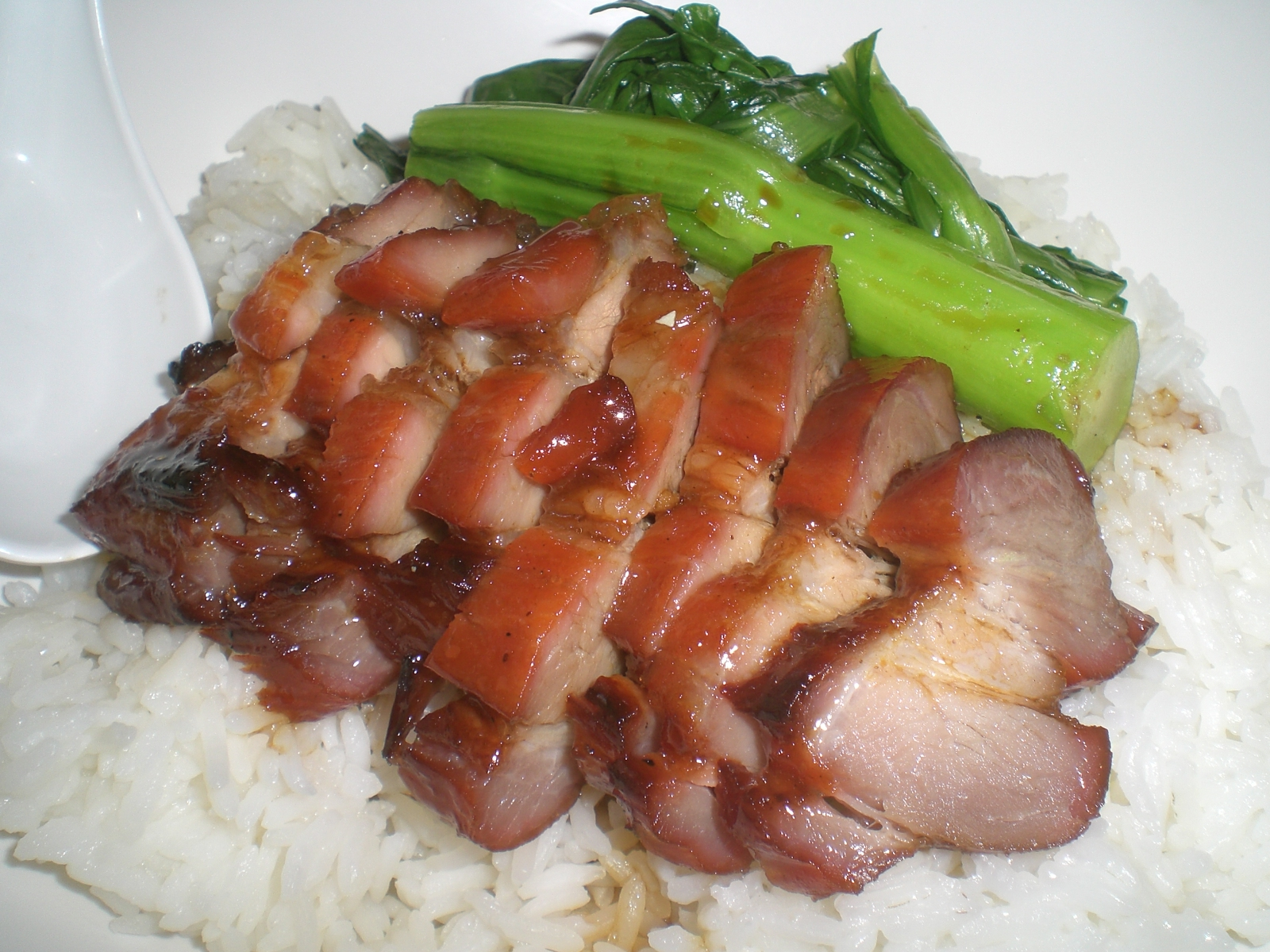
Тарілка рису чар-сіу

Char siu буквально означає «вилка, смажена» (siu — це спалення/смаження, а cha — вилка, іменник і дієслово) за традиційним способом приготування страви: довгі смужки приправленої свинини без кісток наколюють на довгі виделки та кладуть у закритій духовці або над вогнем.
У давні часи для приготування чар сіу використовували дикого кабана та інше доступне м'ясо. Проте в наш час м'ясо зазвичай є лопаткою домашньої свинини, приправленою сумішшю меду, порошку з п'ятьма спеціями, червоної ферментованої квасолі, темного соєвого соусу, соусу хойсін, червоного харчового барвника (не традиційний інгредієнт, але дуже поширений у сучасних приготуваннях і необов'язковий), а також херес або рисове вино (за бажанням). Ці приправи забарвлюють зовнішній шар м'яса в темно-червоний колір, схожий на «кільце диму» американських барбекю. Мальтозу можна використовувати для додання характерної блискучої глазурі чар сіу.
Чар сіу зазвичай споживають із крохмалем у булочці (chasiu baau, 叉燒包), з локшиною (chasiu min, 叉燒麵) або з рисом (chasiu faan, 叉燒飯) у закладах швидкого харчування, або подається окремо як центральна або основна страва в традиційних сімейних закладах харчування. Якщо він купується поза рестораном, його зазвичай беруть додому і використовують як один з інгредієнтів у складних основних стравах, які споживаються під час сімейних обідів.
Печі, які використовуються для смаження чар сіу, зазвичай являють собою великі газові грилі. Оскільки печі не є стандартними для домогосподарств Гонконгу, char siu зазвичай купують у закладі siu mei, який спеціалізується на таких м'ясних стравах, як char siu, курка з соєвим соусом, біла нарізана курка, смажена гуска та смажена свинина. Ці магазини зазвичай демонструють товари, вивішуючи їх у вітрині.

### Кухня Південно-Східної Азії

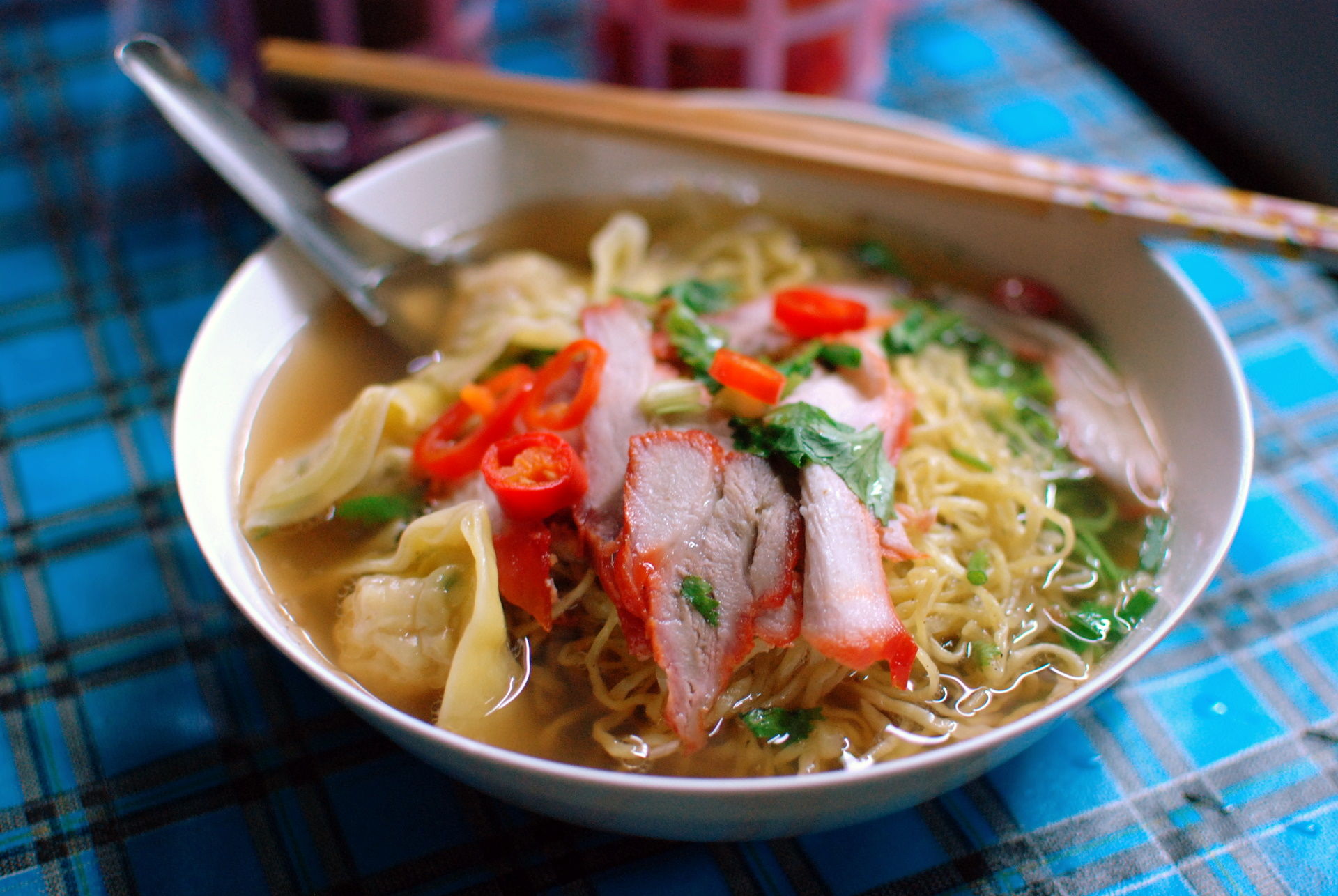
Чар сіу часто подають у супі з локшиною, як тут, у Чіангмай, Таїланд

У Малайзії, Сінгапурі, Індонезії, Камбоджі, Таїланді та В'єтнамі рис сиво зустрічається в багатьох китайських шаола (烧腊) кіоски разом із смаженою качкою та смаженою свининою. Блюдо складається зі скибочок чар сіу, огірків, білого рису і заливається солодкою підливою або поливається темним соєвим соусом. Рис чар сіу також є популярною їжею серед китайської спільноти в Медані, Північна Суматра, де його більше називають чар сіо.
У Сінгапурі рис чар сіу також можна знайти в кіосках із куркою з рисом по-хайнанськи, де покупці мають вибір: рис чар сіу подають із звичайним білим рисом або рисом зі смаком курки, а також часником, перцем чилі та соєвим соусом.
У Таїланді чар сіу називають му даенг (тай. หมูแดง, «червона свинина»), а в Камбоджі це називається сач чрук са сеев (кхмер. សាច់ជ្រូកសាស៉ីវ, sac cruuk sa səyv).
На Філіппінах воно відоме як китайське свиняче асадо, але його також називають ча сіу. Його зазвичай їдять з м'ясними нарізками або подають у начинці з сіопао.
У Фландрії та Голландії його іноді помилково приймають за китайську/індонезійську назву «бабі панганг». Це інша страва (в основному солодша і подається з жовтою маринованою китайською капустою, яка називається атжар). Фактично, ці китайські/індійські ресторани подають cha(r) sieuw під оригінальною назвою. Ці ресторани в Нідерландах походять від китайських іммігрантів і адаптуються до голландського смаку.
Вегетаріанський char siu також існує, зазвичай виготовляється з пшеничного глютену. Його можна знайти у вегетаріанських ресторанах і кіосках китайських громад Південно-Східної Азії.

### Японська кухня

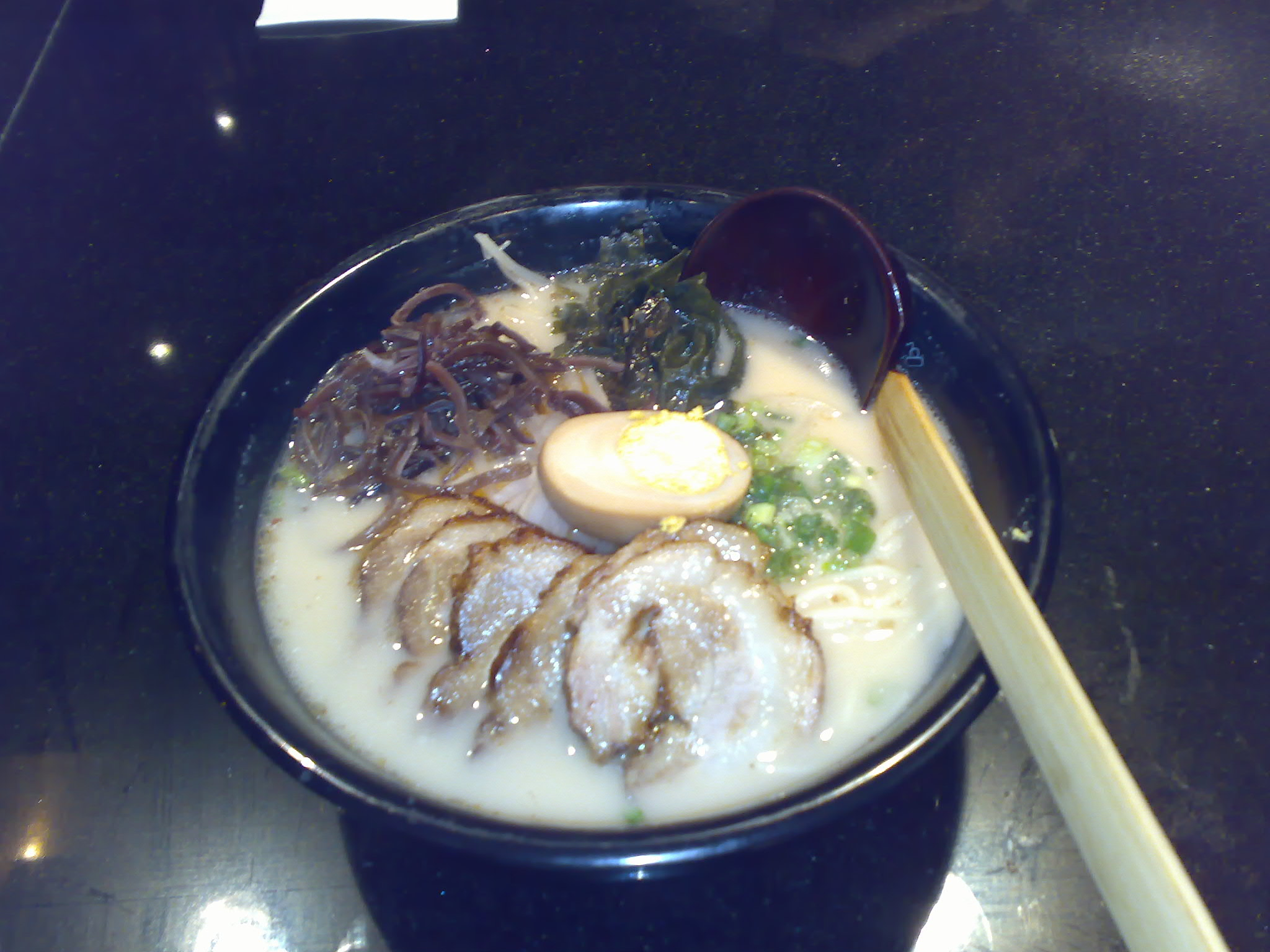
Чашу рамен

Японська культура адаптувала 叉燒 як chāshū (チャーシュー). На відміну від свого китайського варіанту, він готується шляхом згортання м'яса в поліно, а потім тушкування при низькій температурі. Японська адаптація зазвичай приправляється соєвим соусом, саке, міріном і цукром або іншим підсолоджувачем без червоного харчового барвника та порошку з п'яти спецій. Це типовий інгредієнт для начинок у рамені.

### Корейська кухня
Кочхуджан чар сіу — це смажена свиняча грудка з унікальним поєднанням китайських і корейських смаків. Він липкий і солодкий від цукру та меду, димний від ароматних китайських спецій і тонко гострий від корейського гочуджан. Іноді чар сіу використовується в пібімпап.

### Тихоокеанська кухня
Як засіб виняткового смаку та приготування, застосування чар сіу виходить за межі свинини. На Гаваях різне м'ясо готують у стилі чар сіу. Термін «чар-сіу» стосується м'яса, маринованого в приправі «чар сіу», приготовленого або з нуля, або з куплених у магазині пакетів приправ, а потім смаженого в духовці або на вогні. Інгредієнти маринадів для ча сіу подібні до китайських (мед, п'ять спецій, вино, соя, хойсин тощо), за винятком того, що для зручності замість червоної квасолі часто використовують червоний харчовий барвник. Чар сіу використовується для маринування та приготування різноманітного м'яса, яке можна приготувати у звичайній або конвекційній печі (часто не вимагаючи використання виделки чи ча (дзі), як у традиційних китайських духовках), на стандартному барбекю або навіть у підпільному гавайському іму. На Гаваях курка чар сіу так само поширена, як і свинина чар сіу, різноманітних диких птахів, гірських козлів і кабанів також часто готують у стилі чар сіу, як і багато сосисок і шашликів.